# Martí Vergés
Martí Vergés Massa (ur. 8 marca 1934 w Vidreres, zm. 17 lutego 2021) – hiszpański piłkarz występujący na pozycji pomocnika.

## Kariera klubowa
Martí Vergés piłkarską karierę rozpoczął w drugoligowych rezerwach FC Barcelona – España Industrial. Z España Industrial awansował do hiszpańskiej ekstraklasy w 1956. Nie zagrał jednak w barwach tego klubu w hiszpańskiej ekstraklasie, gdyż został zawodnikiem FC Barcelona. W Primera División zadebiutował 23 września 1956 w wygranym 7:3 meczu z Atlético Madryt. Ostatni raz w barwach Barçy wystąpił 3 kwietnia 1964 w przegranym 2:3 meczu z UD Las Palmas. Z Barceloną dwukrotnie zdobył mistrzostwo Hiszpanii (1959, 1960), trzykrotnie Puchar Króla (1957, 1959, 1963) oraz trzykrotnie Puchar Miast Targowych (1958, 1960, 1966). W barwach „Blaugrany” rozegrał 188 meczów ligowych, w których zdobył 15 bramek.
| Sezon   | Klub              | Kraj      | Rozgrywki        | Mecze | Bramki |
| ------- | ----------------- | --------- | ---------------- | ----- | ------ |
| 1954/55 | España Industrial | Hiszpania | Segunda División | ?     | ?      |
| 1955/56 | España Industrial | Hiszpania | Segunda División | ?     | ?      |
| 1956/57 | FC Barcelona      | Hiszpania | Primera División | 21    | 1      |
| 1957/58 | FC Barcelona      | Hiszpania | Primera División | 25    | 1      |
| 1958/59 | FC Barcelona      | Hiszpania | Primera División | 10    | 2      |
| 1959/60 | FC Barcelona      | Hiszpania | Primera División | 17    | 5      |
| 1960/61 | FC Barcelona      | Hiszpania | Primera División | 26    | 0      |
| 1961/62 | FC Barcelona      | Hiszpania | Primera División | 13    | 4      |
| 1962/63 | FC Barcelona      | Hiszpania | Primera División | 16    | 1      |
| 1963/64 | FC Barcelona      | Hiszpania | Primera División | 13    | 0      |
| 1964/65 | FC Barcelona      | Hiszpania | Primera División | 28    | 0      |
| 1965/66 | FC Barcelona      | Hiszpania | Primera División | 20    | 1      |

## Kariera reprezentacyjna
W reprezentacji Hiszpanii Vergés zadebiutował 8 maja 1957 w przegranym 2:4 meczu eliminacji mistrzostw świata ze Szkocją. W 1962 uczestniczył w mistrzostwach świata. Na turnieju w Chile wystąpił w dwóch spotkaniach z Meksykiem i Brazylią, który był jego ostatnim meczem w reprezentacji. Od 1957 do 1962 wystąpił w drużynie narodowej w 12 spotkaniach, w których zdobył dwie bramki.
| Mecze i gole w reprezentacji | Mecze i gole w reprezentacji | Mecze i gole w reprezentacji | Mecze i gole w reprezentacji | Mecze i gole w reprezentacji | Mecze i gole w reprezentacji | Mecze i gole w reprezentacji |
| #                            | Data                         | Miasto                       | Przeciwnik                   | Gol                          | Wynik                        | Rozgrywki                    |
| ---------------------------- | ---------------------------- | ---------------------------- | ---------------------------- | ---------------------------- | ---------------------------- | ---------------------------- |
| 1.                           | 08.05.1957                   | Glasgow                      | Szkocja                      |                              | 2:4                          | el. MŚ                       |
| 2.                           | 26.05.1957                   | Madryt                       | Szkocja                      |                              | 4:1                          | el. MŚ                       |
| 3.                           | 17.12.1959                   | Paryż                        | Francja                      | Gol                          | 3:4                          | towarzyski                   |
| 4.                           | 13.03.1960                   | Barcelona                    | Włochy                       | Gol                          | 3:0                          | towarzyski                   |
| 5.                           | 15.05.1960                   | Madryt                       | Anglia                       |                              | 3:1                          | towarzyski                   |
| 6.                           | 10.07.1960                   | Lima                         | Peru                         |                              | 3:1                          | towarzyski                   |
| 7.                           | 14.07.1960                   | Santiago                     | Chile                        |                              | 4:0                          | towarzyski                   |
| 8.                           | 17.07.1960                   | Santiago                     | Chile                        |                              | 4:1                          | towarzyski                   |
| 9.                           | 24.07.1960                   | Buenos Aires                 | Argentyna                    |                              | 0:2                          | towarzyski                   |
| 10.                          | 26.10.1960                   | Londyn                       | Anglia                       |                              | 2:4                          | towarzyski                   |
| 11.                          | 03.06.1962                   | Viña del Mar                 | Meksyk                       |                              | 1:0                          | MŚ                           |
| 12.                          | 06.06.1962                   | Viña del Mar                 | Brazylia                     |                              | 1:2                          | MŚ                           |